# Class 83
De Class 83 is een Britse elektrische locomotief die is gebouwd in het kader van de elektrificatie van de West Coast Main Line. De reeks is een van de vijf voorseries die gebouwd zijn om te komen tot een standaard locomotief, de latere Class 86, voor de West Coast Main Line. De reeks kreeg aanvankelijk de aanduiding AL3, voluit AC Locomotive 3rd design, ofwel wisselstroomlocomotief ontwerp 3.